# Мускетарят с маратонките
„Мускетарят с маратонките“ е българска телевизионна новела (детска приключенска) от 1997 година по сценарий на Румен Николов. Режисьор е Зоя Касамакова, а оператор е Марин Карамфилов. Музиката е на Петър Радевски. Художник Айсидора Зайднер.
Песента „Светла тъга“ изпя Андрей Баташов.
Във филма са използвани музикални фрагменти на съставите: „Бийтълс“, „Прокъл Харъм“, „Бий Джийс“, „Ролинг Стоунс“, „Мууди Блус“, както и музикална тема от филма „Особен урок“.

## В главните роли
- Николай Илиев (дете) – малкият Иво
- Любен Чаталов – Иво
- Петя Станимирова (дете) – малката Мила
- Милена Живкова – Мила
- Сава Гергова (дете) – малката Буба
- Петя Силянова – Буба
- Стефан Иванов (дете) – малкия, синът на Иво и Буба
- Живка Донева – математичката
- Лидия Вълкова – директорката